# Bataille de la Sierra Negra
Ne doit pas être confondu avec Combat de Saint-Laurent-de-la-Mouga (mai 1794) ou Bataille de Saint-Laurent-de-la-Mouga (août 1794).
Première Coalition
Batailles
La bataille de la Sierra Negra (bataille de la Montagne Noire) également appelée bataille de Sant Llorenç de la Muga (bataille de Saint-Laurent-de-la-Mouga), ou encore bataille de Figuieras ou de Figueres, se déroule du 17 au 20 novembre 1794 à Sant Llorenç de la Muga en Espagne, entre les troupes françaises des généraux Pérignon et Dugommier, et les troupes espagnoles du général Luis Fermín de Carvajal. Elle se solde par une victoire des Français.
Le 18 novembre, deuxième jour de la bataille, Dugommier trouve la mort. Le 20 novembre 1794, le commandant espagnol Luis Fermín de Carvajal trouve également la mort sur le champ de bataille.
Pendant les quatre jours que dure la bataille, le chirurgien Larrey se distingue, pratiquant 700 amputations.[réf. nécessaire]
À la suite de cette bataille, Figueras est reprise le 27 novembre 1794 par le général Pérignon.

## Source partielle
« Bataille de la Sierra Negra », dans Charles Mullié, Biographie des célébrités militaires des armées de terre et de mer de 1789 à 1850, 1852 [détail de l’édition]